# Epiplema ora
Epiplema ora är en fjärilsart som beskrevs av Druce. Epiplema ora ingår i släktet Epiplema och familjen Uraniidae. Inga underarter finns listade i Catalogue of Life.